# Eddy te Roller
Everhardus Johannes Gerhard (Eddy) te Roller (Doesburg, 1 februari 1902 – Bandazee, 23 juni 1944) was een Nederlands militair.

## Levensloop
Eddy te Roller werd geboren in Doesburg, als zoon van koffiehuishouder Everhardus Johannes Gerhard te Roller en Johanna Cornelia Henrietta van den Berg. Hij was een jongere broer van KLM-gezagvoerder Gerrit-Jan te Roller. Het gezin woonde in Arnhem, waar zijn vader een café-restaurant had. In 1910 werd zijn vader failliet verklaard. In 1911 scheidden zijn ouders, waarna zijn moeder hertrouwde met de Arnhemse politie-inspecteur C.W. Gratama. 
In 1914 werd Eddy te Roller toegelaten tot de 5-jarige HBS in Arnhem. In 1916 werd Gratama benoemd tot commissaris van politie in Den Helder. Het gezin verhuisde naar Den Helder. In 1920 behaalde Te Roller zijn HBS-diploma in Alkmaar.
Te Roller ging na zijn eindexamen naar de Koninklijke Militaire Academie. In 1923 slaagde hij voor het examen tweede luitenant der Genie van het Oostindisch Leger. In 1926 trouwde hij in Den Haag met Wilhelmina Eva Maria Brak (1897-1997). In hetzelfde jaar werd hij benoemd tot eerste luitenant.
In 1930 was hij betrokken bij een noodlanding van een Fokker C.V in Tjikembar (West-Java). Het toestel was volledig vernield, maar hij en zijn medebemanningslid bleven ongedeerd. In 1939 was hij, als vertegenwoordiger van de Indische militaire luchtvaart, aanwezig bij de luchtdoop van de eerste geheel metalen Fokker T.IX.

### Tweede Wereldoorlog
Te Roller was hoofd van het Luchtvaartdepartement van de Nederlandse Aankoop Commissie in New York. Hij vergezelde verschillende keren leden van de Koninklijke Familie op vluchten door de Verenigde Staten. In 1942 vloog hij 14.000 mijl met Prins Bernhard naar Curaçao, Suriname en de Verenigde Staten.
In april 1944 volgde Te Roller J.J. Zomer op als commandant van het in Australië gevestigde bommenwerpersquadron Sq 18 (RAAF). 
Te Roller overleed in juni 1944 tijdens een oorlogspatrouille, toen bommenwerper B-25D-25 Mitchell N5-162 boven Tioor in de Bandazee werd neergeschoten. De Mitchell werd geraakt door een Japans luchtdoelgeschut. Het toestel explodeerde en viel in zee. Ook de andere inzittenden, onder wie de schutter Willem Reedijk, kwamen om.

## Eerbetoon

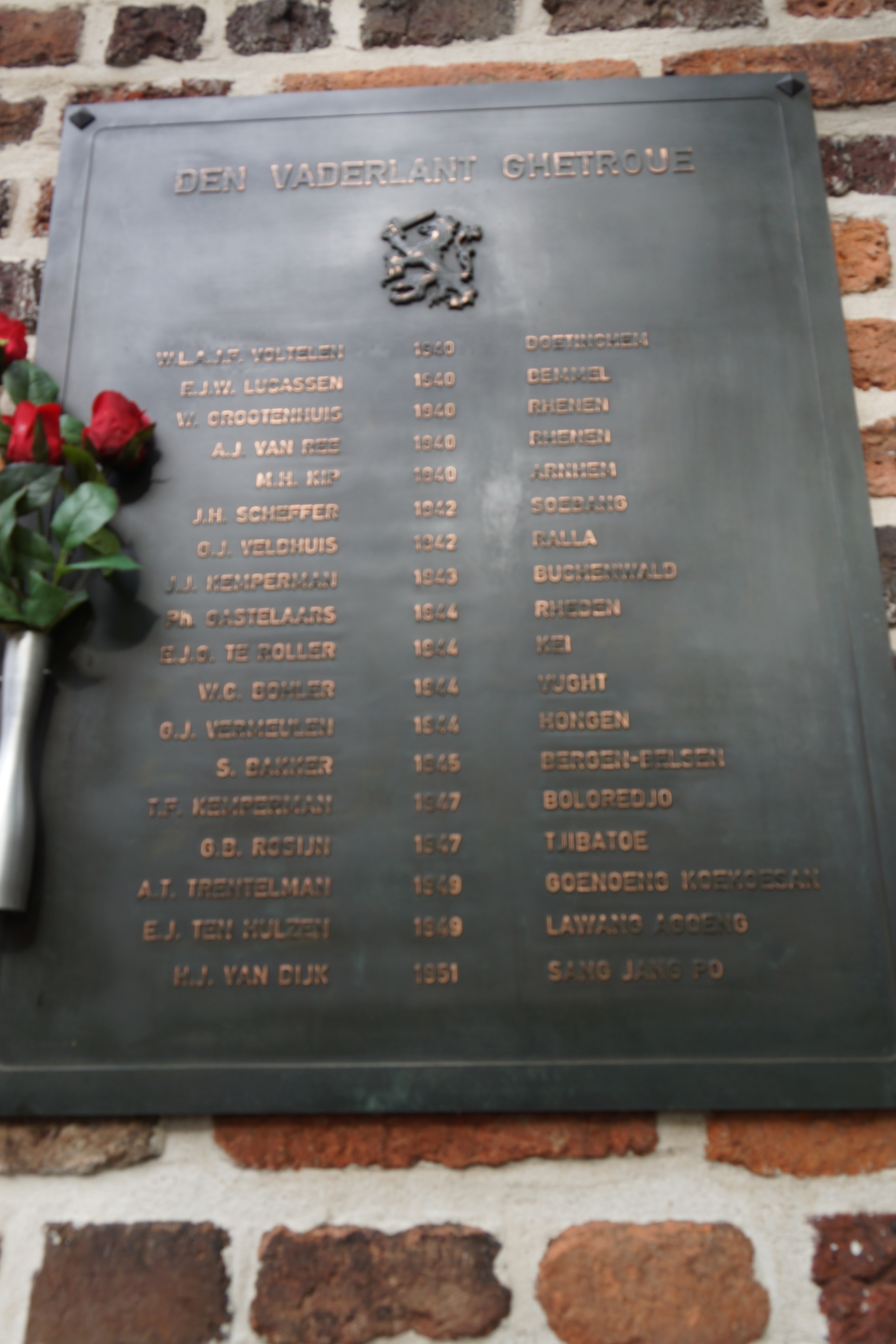
Herdenkingplaquette Tweede Wereldoorlog in Doesburg, met daarop de naam van Eddy te Roller

- Herdenkingplaquette Tweede Wereldoorlog in Doesburg, met daarop de naam van Eddy te RollerIn 1941 werd hij, als kapitein-vlieger bij de Militaire Luchtmacht, benoemd tot Ridder in de Orde van Oranje-Nassau, met zwaarden.[24][25]
- In 1945 kreeg hij postuum de Bronzen Leeuw toegekend.[26]
- Zijn naam staat vermeld op de Erelijst van Gevallenen 1940-1945.[27]
- Zijn naam staat vermeld op het oorlogsmonument op de zijgevel van het stadhuis van Doesburg, aan de Koepoortstraat.[28]
- Zijn naam staat vermeld op het Gedenkteken Luchtvarenden in Soesterberg.[29]